# Tanjung Batu (Tanjung Batu)
Tanjung Batu is een bestuurslaag in het regentschap Ogan Ilir van de provincie Zuid-Sumatra, Indonesië. Tanjung Batu telt 2979 inwoners (volkstelling 2010).